# Instituto Max Planck de Física Nuclear
El Max-Planck-Institut für Kernphysik ("MPIK" por sus siglas en alemán) es un centro de investigación en Heidelberg, Alemania. Es uno de los 80 institutos de la Max-Planck-Gesellschaft (Sociedad Max Planck), una organización de investigación independiente y sin fines de lucro. El Instituto Max Planck de Física Nuclear fue fundado en 1958 por Wolfgang Gentner. Su precursor fue el Instituto de Física en el Instituto Max Plank para la investigación médica.

## Campos de Investigación
En la actualidad, las áreas de investigación son: Encrucijadas de la física de partículas y la astrofísica (Física de astropartículas) y many-body dynamics of atoms and molecules (Dinámica cuántica). El instituto cuenta con cinco divisiones científicas permanentes, así como con varios grupos promocionales de investigadores jóvenes. Los diversos grupos científicos son apoyados por departamentos técnicos (talleres de mecánica de precisión y electrónica) así como por la administración. El instituto tiene actualmente algo más de 400 empleados, entre los que hay más de 50 estudiantes de doctorado. Además de estos, el instituto acoge a numerosos becarios y científicos invitados.
Otros campos de investigación entre los más recientes se han centrado en estudios del Polvo cósmico, participando en la misión Cassini, de la física de la atmósfera, así como de los fullerenos y otras moléculas del carbono, y en radioastronomía.

### Física de astropartículas
El campo de investigación de la física de astropartículas, representada por las divisiones de Werner Hofmann y Manfred Lindner, combina cuestiones científicas relacionadas simultáneamente con el macrocosmos y el microcosmos. La primera desarrolla métodos no convencionales de observación para rayos gamma procedentes del espacio exterior, como el observatorio H.E.S.S., situado en Namibia, mientras que la segunda promueve y participa en varios proyectos dedicados a la detección de neutrinos. Los grupos teóricos también investigan qué se esconde detrás de la materia oscura y la energía oscura.

### Dinámica cuántica
El campo de investigación de la dinámica cuántica está representada por las divisiones de Klaus Blaum, Christoph Keitel y Joachim Ullrich. El instituto opera aceleradores injectando moléculas iónicas e iones en alto esto de carga en un anillo de almacenamiento (TSR). Éste anillo junto con varias trampas de iones constituye una infraestructura que permite realizar experimentos de la mayor precisión bajo condiciones similares a las encontradas en el espacio, desde el estudio de las reacciones químicas hasta la nucleosíntesis. Las interacciones de radiación producida por láseres de las más altas intensidades con la materia son investigados usando los métodos de la mecánica cuántica con el fin de entender procesos de aceleración de partículas y de producción de antipartículas. La dinámica de las colisiones atómicas con electrones, iones y fotones es analizada experimentalmente por medio de  microscopios de reacción, que, en combinación con láseres con pulsos de pocos femtosegundos de duración, permiten incluso grabar reacciones químicas simples. Las trampas de iones por haz electrónico (EBIT) permite producir y almacenar iones atómicos en los más altos estados de carga, y reproducir en el laboratorio las condiciones de plasmas astrofíscos, como los de supernovas. Recientemente, el instituto ha desarrollado nuevos experimentos aplicando los recientemente inaugurados láseres de rayos X tales como FLASH en DESY, Hamburgo, y LCLS, en SLAC (Stanford, California) a la producción de imágenes de nanopartículas y a la fotoionización múltiple.

## Presencia
Científicos del instituto colaboran con otros un gran número de grupos de investigación en Europa y en el resto del mundo, y desempenan un papel protagonista en varias colaboraciones internacionales. También mantiene relaciones muy estrechas con grandes centros de investigación nuclear y de altas energías, como GSI (Darmstadt), DESY (Hamburgo), CERN (Ginebra), y INFN-LNGS (L'Aquila)
Dentro de la región, el instituto coopera con la Universidad de Heidelberg, en donde los directores de las divisiones y otros miembros de la plantilla científica imparten clases y dirigen proyectos de fin de carrera y tesis doctorales. El instituto mantiene dos Escuelas Internacionales de Investigación Max Planck ("IMPRS" en inglés), asimiladas a la escuela de postgrado de física de la universidad, para fomentar los estudios de postgrado de científicos jóvenes.